# Anna Maria (Flórida)
Anna Maria é uma cidade localizada no estado americano da Flórida, no condado de Manatee. Foi incorporada em 1923.

## Geografia
De acordo com o United States Census Bureau, a cidade tem uma área de 2,2 km², onde 1,9 km² estão cobertos por terra e 0,3 km² por água.

### Localidades na vizinhança
O diagrama seguinte representa as localidades num raio de 16 km ao redor de Anna Maria.

## Demografia
Segundo o censo nacional de 2010, a sua população é de 1 503 habitantes e sua densidade populacional é de 784,20 hab/km². Possui 1 559 residências, que resulta em uma densidade de 813,42 residências/km².